# Deus dos Báculos

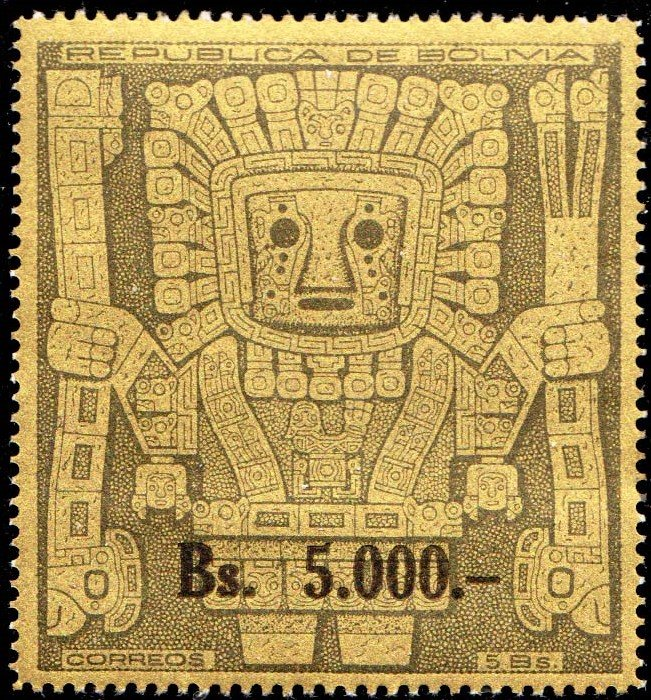
Selo do Deus Cajado do Portão do Sol em Tiwanaku, Bolívia. A figura segura um propulsor na mão direita.

Na iconografia andina, as figuras voltadas para a frente são frequentemente chamadas de Deuses dos báculos e pensadas para representar divindades nas culturas andinas. Não há representação uniforme de um "Deus dos Báculos". Dezenas de variações deles existem. Normalmente, um Deus dos Báculos é retratado "de frente" segurando objetos verticais (referidos como "báculos") um em cada mão. Alguns estudiosos pensam que algumas variações do Deus Cajado são representações possíveis de Viracocha ou Thunupa.
A representação mais antiga conhecida do Deus dos Báculos foi encontrada em 2003 em alguns fragmentos de cabaças quebradas em um cemitério no Vale do Rio Pativilca (região de Norte Chico ) e datação por radiocarbono de 2250 aC. Isso a torna a imagem mais antiga de um deus encontrada nas Américas.
Há estudiosos que sustentam que o Deus Cajado Wari-Tiwanaku é o precursor dos principais deuses incas, Sol, Lua e Trovão. Como divindade principal, foi considerado o deus criador e serviu como o principal ícone religioso de todos os Andes peruanos, particularmente durante o Horizonte Inicial (900-200 aC) e posteriormente. A adoração dos Deuses dos Báculos se espalhou para os Andes Centrais durante o Horizonte Médio (600-1000 EC) Isso é apoiado por artefatos escavados no Horizonte Médio que se assemelhavam a estes.

## Representações e iconografia
O Deus dos Báculos era uma iconografia básica compartilhada pelas culturas do Peru pré-colombiano, particularmente aquelas que ocupavam a costa norte e as terras altas do sul. Isso é visto na uniformidade estilística dos ícones e representações, o que sugere uma adesão generalizada.
Havia várias representações do Deus dos Báculos entre essas culturas andinas. Porém, muitas vezes era retratado como uma divindade em apoteose, com as mãos sempre segurando instrumentos de poder. Por exemplo, um artefato encontrado em Chavin de Huantar mostrava a divindade segurando conchas Spondylus e Strombus, que eram símbolos femininos e masculinos, respectivamente. Essa representação indicava como o Deus dos Báculos exercia autoridade para manter a harmonia social e o ideal andino de complementaridade de gênero. Outra pedra esculpida do Horizonte Inicial, a Estela de Raimondi, é talvez a representação mais popular e retratava o Deus dos Báculos como um deus do céu ou relâmpago mergulhando na terra.

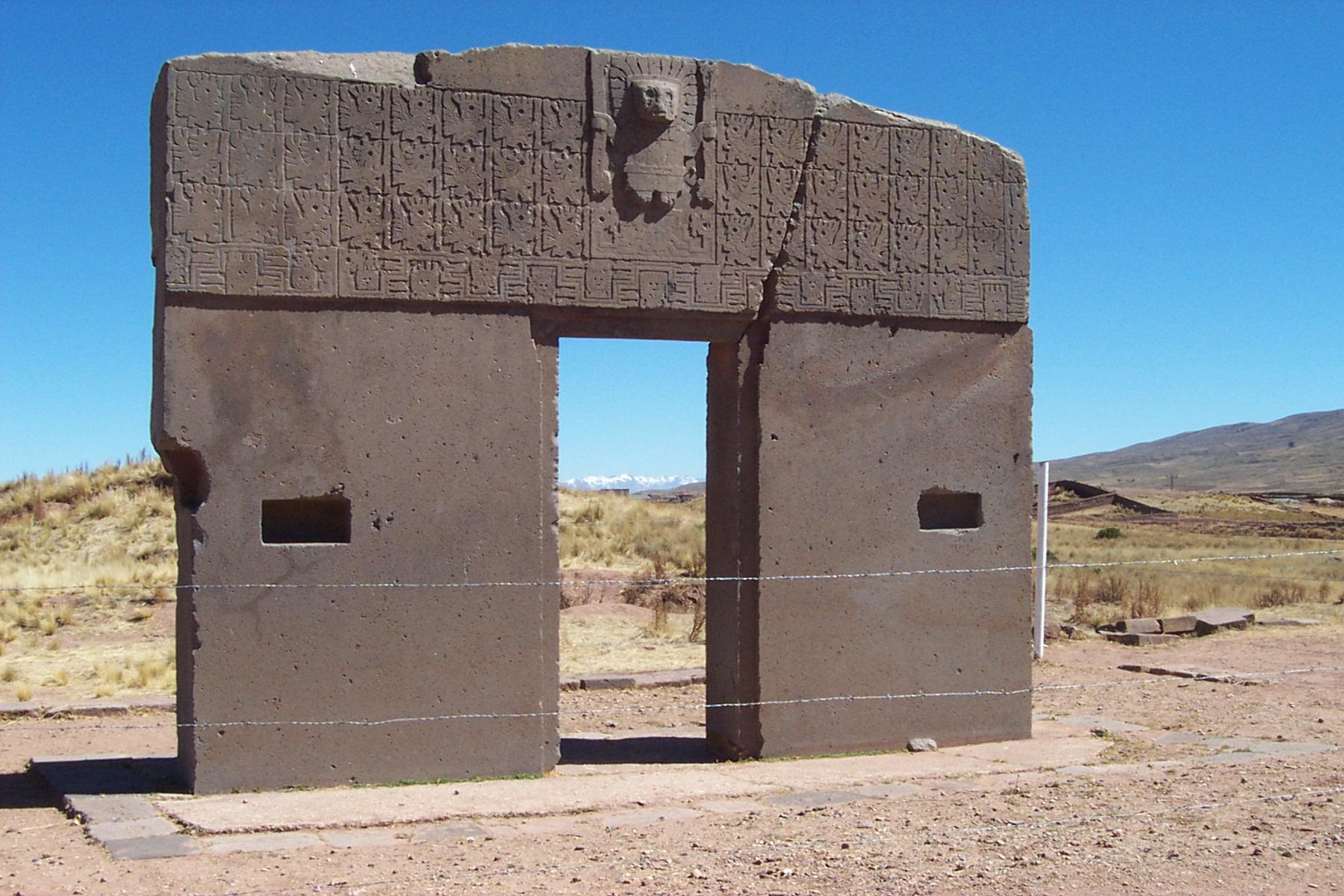
Porta do Sol, com representação do Deus dos Báculos

As representações do deus pessoal das terras altas do sul não apenas carregavam motivos, mas também eram apresentadas com consortes acompanhantes na forma de divindades pintadas em tecidos usados para decorar paredes de templos ou vasos de cerâmica.
O Deus dos Báculos possui um dos elementos iconográficos mais importantes da arqueologia andina central e isso é proeminente tanto na arte portátil quanto na fixa, usando diferentes bases, como pedra, tecido e cerâmica. Uma forma do Deus dos Báculos, por exemplo, assume um papel central no Portão do Sol da cultura Tiauanaco, um monólito de pedra única. Túnicas e cerâmicas das culturas Tiwanaku e Huari do período do Horizonte Médio mostram um deus semelhante. Outro exemplo são os potes de oferendas gigantes encontrados em Qunchupata. Eles foram pintados com a imagem do Deus dos Báculos, que tem semelhança com a representação do deus na parte de trás do Monólito Ponce de Tiwanaku.